# Trang (stad)
Trang (Thais: ตรัง) is een stad in Zuid-Thailand. Trang is hoofdstad van de provincie Trang en het district Trang. De stad telde in 2000 bij de volkstelling 64.643 inwoners.

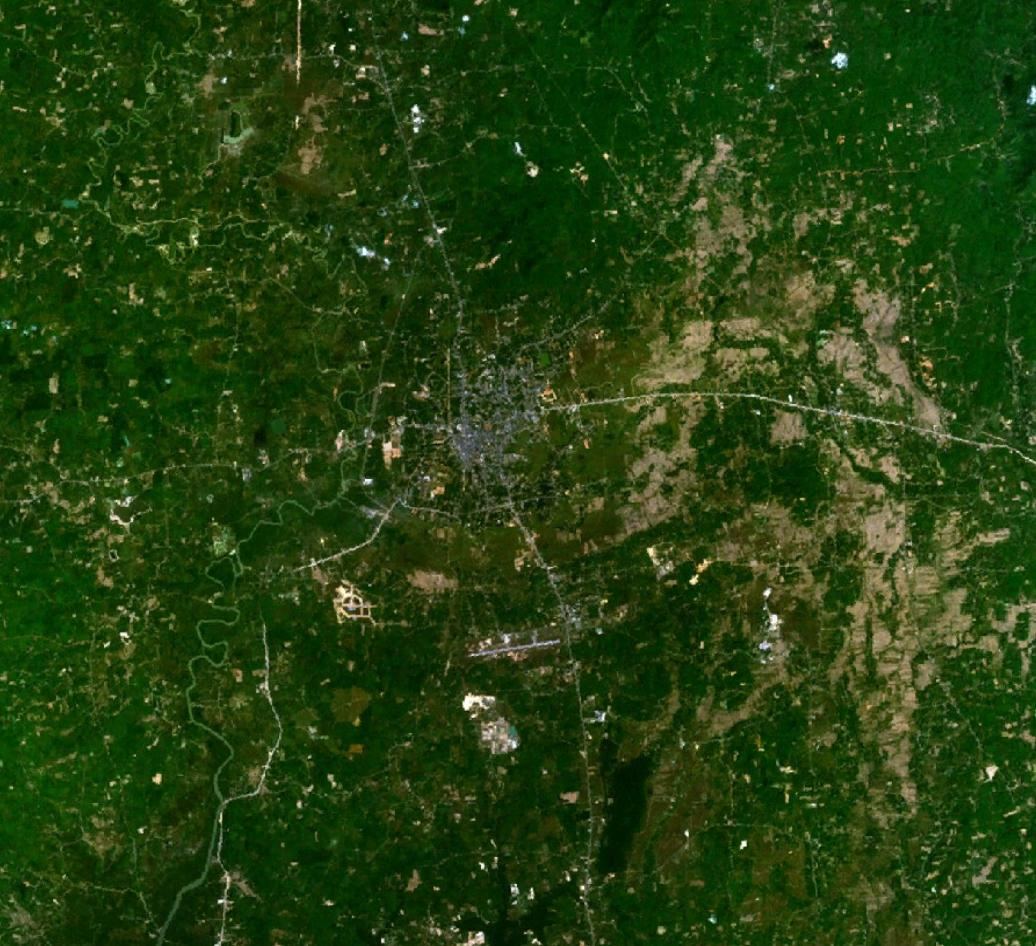
Satellietfoto